# 건담 제미나스
건담 제미나스(영어: Gundam Geminass, 일본어: ガンダムジェミナス)는 TV 애니메이션 《신기동전기 건담 W》의 외전 작품인 《신기동전기 건담 W 듀얼 스토리 G-UNIT》에 등장하는 모빌 슈트(MS)로 분류되는 가공의 유인 조종식 인간형 로봇 병기이다.
자원 위성 "MO-V"에서 개발된 시험 제작형 건담 타입 모빌 슈트(MS)이다. 나중에 오즈(OZ) 프라이즈에 의해 위성으로 접수된다. 기체명인 "제미나스"는 황도 12궁의 하나인 "쌍둥이자리(Geminass)"에서 유래하였다.
메카닉 디자인은 아쿠츠 준이치(비크래프트)가 담당하였다.

## 같이 보기
- 신기동전기 건담 W
- 윙 건담